# Hexura
Hexura és un gènere d'aranyes migalomorfes de la família dels mecicobòtrids (Mecicobothriidae). Es troben als Estats Units.

## Espècie
L'abril del 2016, el World Spider Catalog acceptava les següents espècies:
- Hexura picea Simon, 1884 (Espècie tipus) – EUA
- Hexura rothi Gertsch & Platnick, 1979 – EUA